# Adolfo Leoni
Adolfo Leoni (Gualdo Tadino, Umbria, 13 de gener de 1917 - Massa, 19 d'octubre de 1970) va ser un ciclista italià que fou professional entre 1938 i 1952.
Com a ciclista amateur va guanyar el Gran Premi d'Europa de 1936 i el Campionat del món de 1937. Com a professional va aconseguir una setantena de victòries, entre les quals destaquen 17 etapes del Giro d'Itàlia, una del Tour de França i un campionat d'Itàlia en ruta.
Una vegada retirat va obrir una botiga de bicicletes a Milà i va seguir la carrera de la seva dona, la soprano Maria Luisa Cioni. Va morir l'any 1970 amb només 53 anys, a causa d'un infart. Va ser enterrat en una tomba familiar al cementiri de Bruzzano.

## Palmarès
- 1937
  -  Campió del món en ruta amateur
- 1938
  - 1r de la Copa dels 2 Mars
  - Vencedor d'una etapa del Giro d'Itàlia
  - Vencedor d'una etapa del Tour dels 3 Mars
  - Vencedor d'una etapa del Giro de la Campània
- 1939
  - 1r de la Copa Bernocchi
  - 1r del Giro del Vèneto
  - 1r a la Milà-Màntua
  - Vencedor d'una etapa del Giro d'Itàlia
- 1940
  - 1r a la Milà-Màntua
  - 1r del Gran Premi Leptis Magna i vencedor d'una etapa
  - Vencedor de 4 etapes del Giro d'Itàlia
- 1941
  -  Campió d'Itàlia en ruta
  - 1r al Giro del Laci
- 1942
  - 1r de la Milà-Sanremo
  - 1r del Giro de l'Emília
- 1945
  - 1r de les Tres Valls Varesines
- 1946
  - 1r del Giro d'Emília
  - Vencedor d'una etapa del Giro d'Itàlia
  - Vencedor de 2 etapes de la Mònaco-París
- 1947
  - Vencedor de 3 etapes del Giro d'Itàlia
- 1948
  - 1r de la Sàsser-Càller
  - Vencedor de 2 etapes del Giro d'Itàlia
- 1949
  - 1r del Giro del Piemont
  - Vencedor de 3 etapes del Giro d'Itàlia
- 1950
  - 1r del Circuit de Brabant
  - Vencedor d'una etapa al Tour de França
  - Vencedor d'una etapa al Giro d'Itàlia
- 1951
  - Vencedor d'una etapa al Giro d'Itàlia

### Resultats al Giro d'Itàlia
- 1938. Abandona (10a etapa). Vencedor d'una etapa
- 1939. 22è de la classificació general. Vencedor d'una etapa
- 1940. 28è de la classificació general. Vencedor de 4 etapes
- 1946. Abandona. Vencedor d'una etapa
- 1947. 21è de la classificació general. Vencedor de 3 etapes
- 1948. Abandona. Vencedor de 2 etapes
- 1949. 4t de la classificació general. Vencedor de 3 etapes.  Porta el mallot rosa durant 8 etapes
- 1950. Abandona. Vencedor d'una etapa
- 1951. 62è de la classificació general. Vencedor d'una etapa

### Resultats al Tour de França
- 1950. Abandona (12a etapa). Vencedor d'una etapa